# Вулиця Чайковського (Сіверськодонецьк)
Ву́лиця Чайко́вського — вулиця у Сіверськодонецьку. Довжина 270 метрів. Починається від вулиці Юності. Закінчується на перетині з вулицею Зеленою. Забудована одноповерховими житловими будинками. Названа на честь відомого російського композитора Петра Чайковського.